# 홍종명 (가수)
홍종명(Tommie-Shin Hong, 타미 신 홍, 1966년 10월 19일 ~ 2012년 12월 28일)은 대한민국의 가수였다. 데뷔 초기에는 잠시 신현빈이라는 예명을 사용하였다.

## 주요 이력
코리아나의 구성원이었던 홍화자 여사의 친정 5촌 조카이며 가수 홍성민의 6촌 아우이기도 한 그는 경기도 인천에서 출생하여 지난날 한때 경기도 김포에서 잠시 유아기를 보낸 적이 있으며 이후 서울에서 성장하였고 1987년 언더그라운드 라이브 클럽에서 록 음악 가수 첫 데뷔한 그는 이듬해 1988년, 영화 어른들은 몰라요 OST <사랑의 신비>로 정식 솔로 가수 데뷔하였으며 1989년에는 잠시 록 음악 밴드 "이데아"의 보컬리스트로 활동하였다.
지난날 2000년 8월에서부터 2001년 2월까지 동아방송대 방송음악학과 겸임교수를 지낸 이후 2006년 8월에서부터 2009년 2월까지 서울예대 실용음악학과 겸임교수를 지내기도 한 그는 그간 건강에는 그다지 별다른 문제가 없었는데, 2012년 12월 28일, 뇌출혈로 인하여 향년 46세로 사망했다.

## 학력
- 리라초등학교
- 명지중학교
- 서울국악예술고등학교

## 주요 히트 곡
- 내가 가야 할 길
- 사랑은 블루
- 사랑의 신비
- 디지몬 어드벤처
- 가면라이더 555
- 현대 유니콘스 응원가

## 발매된 음반
- Restart (2009)
- CCM Present Jesus Christ (2005)
- Freedom (2002)
- 망망대해 (1997)
- 사랑해요/도시 탈출행 기차 (1991) - '신현빈'이라는 예명으로 발표.